# Viktor Oliva

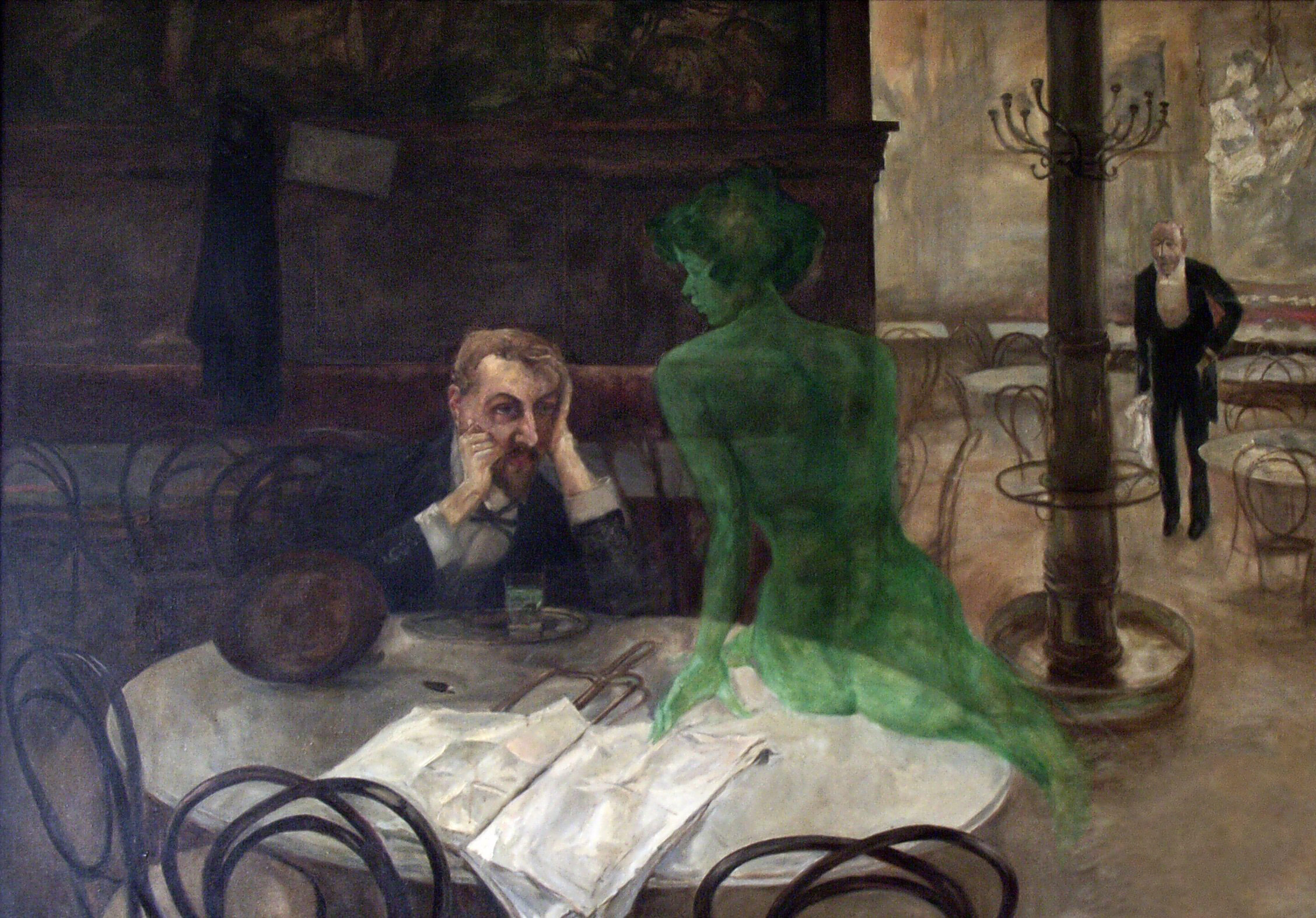
„Pijak absyntu” pędzla Viktora Olivy

Viktor Oliva, Victor Oliva (ur. 24 kwietnia 1861 w Nové Strašecí, zm. 5 kwietnia 1928 w Pradze) – czeski malarz i grafik, ilustrator, tworzący w stylu secesji.

## Wybrane dzieła
- Wystrój malarski kawiarni Corso na Prikopie w Pradze (1897–1898)